# 圣艾蒂安代尚
圣艾蒂安德尚（法語：Saint-Étienne-des-Champs，法語發音：[sɛ̃.t‿etjɛn de ʃɑ̃]）是法国多姆山省的一个市镇，属于里永区。

## 地理
圣艾蒂安德尚（45°49'49"N, 2°34'34"E）面积23.74 平方千米，位于法国奥弗涅-罗讷-阿尔卑斯大区多姆山省，该省份为法国中南部省份，北起阿列省接壤，东临卢瓦尔省，南至上盧瓦爾省和康塔爾省，西接科雷兹省和克勒兹省。
与圣艾蒂安德尚接壤的市镇（或旧市镇、城区）包括：孔布拉耶、孔布拉耶地区孔达、日亚、皮圣居尔米耶、索瓦尼亚、韦尔讷若勒、万村。
圣艾蒂安德尚的时区为UTC+01:00、UTC+02:00（夏令时）。

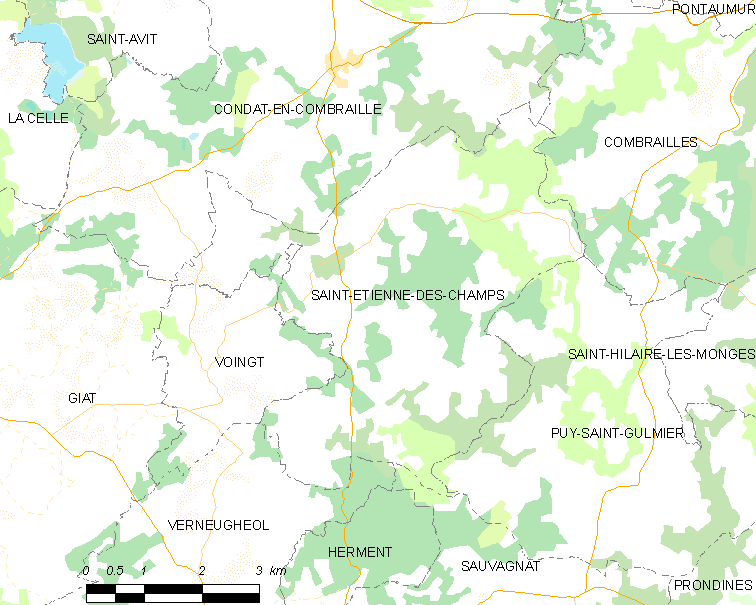
圣艾蒂安德尚的OSM定位图

## 行政
圣艾蒂安德尚的邮政编码为63380，INSEE市镇编码为63339。

## 政治
圣艾蒂安德尚所属的省级选区为圣乌尔斯县。

## 人口

1962-2008年间圣艾蒂安德尚人口变化图示

圣艾蒂安德尚于2022年1月1日时的人口数量为126人。